# Halecium ochotense
Halecium ochotense is een hydroïdpoliep uit de familie Haleciidae. De poliep komt uit het geslacht Halecium. Halecium ochotense werd in 1911 voor het eerst wetenschappelijk beschreven door Linko. 